# Adriano Schmidt
Adriano Schmidt (tên tiếng Việt: Bùi Đức Duy, sinh ngày 9 tháng 5 năm 1994) là một cầu thủ bóng đá chuyên nghiệp người Việt Nam – Đức hiện đang thi đấu ở vị trí trung vệ cho Thành phố Hồ Chí Minh và đội tuyển quốc gia Việt Nam.

## Xuất thân
Adriano Schmidt sinh năm 1994 có bố là người Việt và mẹ là người Đức. Anh sinh ra và lớn lên tại Augsburg, bang Bayern, Đức trong gia đình có 6 anh chị em. Bố của anh sinh ra và lớn lên tại Hoà Bình trước khi sang Đức và lấy vợ là người bản địa.

## Sự nghiệp quốc tế
Tháng 3 năm 2022, Adriano Schmidt có lần đầu tiên được triệu tập lên đội tuyển Việt Nam chuẩn bị cho 2 trận đấu còn lại của vòng loại thứ 3 World Cup. Anh có trận đấu ra mắt đội tuyển quốc gia Việt Nam vào ngày 1 tháng 6 năm 2022 trong trận đấu giao hữu với Afghanistan.

## Cuộc sống cá nhân
Adriano Schmidt là người có lối sống kín đáo. Anh từng tiết lộ rằng bản thân thần tượng Đoàn Văn Hậu, Sergio Ramos và câu lạc bộ Real Madrid.

## Thống kê sự nghiệp

### Câu lạc bộ
Tính đến ngày 20 tháng 8 năm 2024
| Câu lạc bộ     | Mùa giải       | Giải đấu       | Giải đấu | Giải đấu | Cúp quốc gia | Cúp quốc gia | Khác | Khác | Tổng cộng | Tổng cộng |
| Câu lạc bộ     | Mùa giải       | Hạng           | Trận     | Bàn      | Trận         | Bàn          | Trận | Bàn  | Trận      | Bàn       |
| -------------- | -------------- | -------------- | -------- | -------- | ------------ | ------------ | ---- | ---- | --------- | --------- |
| Hải Phòng      | 2018           | V.League 1     | 9        | 0        | 0            | 0            | —    | —    | 9         | 0         |
| Hải Phòng      | 2019           | V.League 1     | 16       | 1        | 1            | 0            | —    | —    | 17        | 1         |
| Hải Phòng      | 2020           | V.League 1     | 15       | 1        | 0            | 0            | —    | —    | 15        | 1         |
| Hải Phòng      | 2021           | V.League 1     | 8        | 1        | 1            | 0            | —    | —    | 9         | 1         |
| Hải Phòng      | Tổng cộng      | Tổng cộng      | 48       | 3        | 2            | 0            | 0    | 0    | 50        | 3         |
| Bình Định      | 2022           | V.League 1     | 19       | 0        | 4            | 1            | —    | —    | 23        | 1         |
| Bình Định      | 2023           | V.League 1     | 18       | 0        | 3            | 0            | —    | —    | 21        | 0         |
| Bình Định      | 2023-24        | V.League 1     | 22       | 0        | 1            | 0            | —    | —    | 23        | 0         |
| Bình Định      | Tổng cộng      | Tổng cộng      | 59       | 0        | 8            | 1            | 0    | 0    | 67        | 1         |
| TP Hồ Chí Minh | 2023-24        | V.League 1     | 0        | 0        | 0            | 0            | 0    | 0    | 0         | 0         |
| Tổng sự nghiệp | Tổng sự nghiệp | Tổng sự nghiệp | 107      | 3        | 10           | 1            | 0    | 0    | 117       | 4         |

### Quốc tế
Tính đến ngày 1 tháng 6 năm 2022
| Đội tuyển quốc gia | Năm       | Trận | Bàn |
| ------------------ | --------- | ---- | --- |
| Việt Nam           | 2022      | 1    | 0   |
| Tổng cộng          | Tổng cộng | 1    | 0   |

## Danh hiệu
Topenland Bình Định
- V.League 1: Hạng 3 (2022)
- Cúp Quốc gia: Á quân (2022)